# 2MASS J12144089+6316434
2MASS J12144089+6316434 ist ein Brauner Zwerg der Spektralklasse T3.5 im Sternbild Großer Wagen. Er wurde 2006 von Kuenley Chiu et al. entdeckt.